# Berlin (Illinois)
Berlin és una població dels Estats Units a l'estat d'Illinois. Segons el cens del 2000 tenia 140 habitants.

## Demografia
Segons el cens del 2000, Berlin tenia 140 habitants, 62 habitatges, i 46 famílies. La densitat de població era de 54,1 habitants/km².
Dels 62 habitatges en un 21% hi vivien nens de menys de 18 anys, en un 62,9% hi vivien parelles casades, en un 8,1% dones solteres, i en un 24,2% no eren unitats familiars. En el 19,4% dels habitatges hi vivien persones soles l'11,3% de les quals corresponia a persones de 65 anys o més que vivien soles. El nombre mitjà de persones vivint en cada habitatge era de 2,26 i el nombre mitjà de persones que vivien en cada família era de 2,51.
Per edats la població es repartia de la següent manera: un 16,4% tenia menys de 18 anys, un 5% entre 18 i 24, un 29,3% entre 25 i 44, un 27,9% de 45 a 60 i un 21,4% 65 anys o més.
L'edat mediana era de 44 anys. Per cada 100 dones de 18 o més anys hi havia 98,3 homes.
La renda mediana per habitatge era de 38.125 $ i la renda mediana per família de 41.042 $. Els homes tenien una renda mediana de 29.375 $ mentre que les dones 28.750 $. La renda per capita de la població era de 15.079 $. Aproximadament el 23,1% de les famílies i el 21,1% de la població estaven per davall del llindar de pobresa.

## Poblacions més properes
El següent diagrama mostra les poblacions més properes.